# Малахаткина, Наталья Дмитриевна
Наталья Дмитриевна Малахаткина (4 июля 1949 года в городе Муром, Владимирская область, РСФСР, СССР) — советский и российский профсоюзный и политический деятель, председатель Фонда социального страхования Российской Федерации (1991—1993), депутат Государственной Думы ФС РФ первого созыва (1993—1995), государственный советник Российской Федерации 1 класса.

## Биография
В 1971 году получила высшее образование в Азербайджанском политехническом институте. С 1971 года работала на фабрике «Пролетарская победа» в Мытищинском районе Московской области в должности мастера отделочного производства, сменного мастера, старшего мастера, инженера-технолога. С 1975 по 1983 год — председатель профсоюзного комитета, с 1983 по 1988 год работала секретарём профсоюзного комитета на фабрике «Пролетарская победа». С 1988 года — секретарь Центрального комитета профсоюза рабочих текстильной легкой промышленности, с 1990 по 1993 год была заместителем председателя Федерации независимых профсоюзов России. С 1991 по 1993 год работала председателем Фонда социального страхования Российской Федерации.
В 1993 году избрана депутатом Государственной думы Федерального Собрания Российской Федерации первого созыва. В Государственной думе была членом комитета по охране здоровья, членом Мандатной комиссии, была заместителем руководителя фракции «Женщины России».
В 1997 году работала руководителем аппарата комитета Государственной думы, в апреле 1997 году присвоен квалификационный разряд «Государственный советник Российской Федерации 1 класса».
В 2011 году работала в Комитете Государственной думы по делам молодежи заместителем руководителя аппарата.

## Законотворческая деятельность
За время исполнения полномочий депутата Государственной думы I созыва выступила соавтором закона «О выплате пенсии за выслугу лет работникам здравоохранения, занятым лечебной и иной работой по охране здоровья населения в сельской местности».